# Nestor et Polux
Cet article possède un paronyme, voir Castor et Pollux.
Nestor et Polux est une bande dessinée de Fabrice Tarrin, Fred Neidhardt et Olivier O'Groj, publiée dans Pif Gadget. Elle a reçu le prix 2007 de la BD Jeunesse.
C'est l'histoire de deux personnages, Nestor ressemblant à une espèce de souris blanche, intelligent et conscient des problèmes qui lui arrivent, et Polux ressemblant une boule orange touffue, imbécile heureux équipé d'une casquette à hélice lui permettant de s'envoler à chaque fois qu'il rit. Chaque jour, le Dieu triangle leur offre via le frigo magique un délicieux yaourt à la framboise et un infâme yaourt au pruneaux. Ils ont chacun leur tour droit au yaourt a la framboise, comme il est écrit dans le registre sacré.

## Albums
- 1 Et Dieu créa le yaourt à la framboise, Pif Éditions, 2005
Scénario : Fred Neidhardt et Fabrice Tarrin - Dessin : Olivier Grojnowski
- 2 Nestor et Polux, l'intégrale, Onapratut,  (ISBN 978-2-9525620-5-8) (BNF 42109243), 2009
Scénario : Fred Neidhardt et Fabrice Tarrin - Dessin : Olivier Grojnowski